# Aradus abbas
Aradus abbas är en insektsart som beskrevs av Ernst Evald Bergroth 1889. Aradus abbas ingår i släktet Aradus och familjen barkskinnbaggar. Inga underarter finns listade i Catalogue of Life.